# Anseküla socken
Anseküla socken (estniska: Anseküla kihelkond, tyska: Kirchspiel Anseküll) var en socken i Ösels krets i Guvernementet Livland. Socknens kyrkby var Anseküla (tyska: Anseküll).